# Granitsa (Ioannina)
Granitsa este un oraș în Grecia în prefectura Ioannina.